# 美洲森林野牛
美洲森林野牛（Bison bison athabascae）是美洲野牛的北方亞種。牠們要先分佈在大部份的阿拉斯加、育空、西北地區西部、英屬哥倫比亞西北部、艾伯塔省北部及薩斯喀徹溫西北部。

## 形態
美洲森林野牛與美洲平原野牛有很多地方不同。美洲森林野牛較重，大部份雄牛重超過900公斤，身長可達335公分，是北美洲最大的陸地動物。牠們的最高點在前肢的前方，而美洲草原野牛的最高點則是在前肢對上。

## 保育
美洲森林野牛約有2500頭生存在野外（2010），飼養的有290頭。於1957年在加拿大亞伯達省就有約200頭，經過保育工作後的總數約有2536頭。於1988年，加拿大瀕危野生動物現狀調查委員會（Committee on the Status of Endangered Wildlife in Canada）將美洲森林野牛的保育狀況由瀕危改為近危。
2008年6月17日，53頭森林野牛從亞伯達省的麋鹿島國家公園轉移到阿拉斯加安克拉治的阿拉斯加野生動物保護中心。牠們按照原計劃要在那裡檢疫兩年，之後再重新引入到費爾班克斯附近的明托平原地區的原生棲息地，但該計劃被擱置。2014年5月，美國魚類及野生動物管理局發布最終裁決，允許在阿拉斯加的三個地區重新引入「非實驗研究性」的森林野牛種群。因此，阿拉斯加漁獵局於2015年春季將首批100頭的森林野牛引入阿拉斯加西部的伊諾科河地區。.
目前約有7,000頭森林野牛棲息在西北部地區，育空地區、不列颠哥伦比亚省、亞伯達省、曼尼托巴。

## 疾病
在加拿大伍德布法羅國家公園（Wood Buffalo National Park）內大部份的美洲森林野牛種群都受到布氏桿菌症及結核的感染。這種病是於1920年代後，加拿大政府將7000頭美洲草原野牛運送來後出現的，可見加拿大政府、加拿大原住民及牧牛業之間出現嚴重的管理問題。於1950年代開始策劃疾病的控制，而且有了成效。

## 外部連結
- Environment Canada's Species at Risk
- 美洲森林野牛的相片
- Alaska.org （页面存档备份，存于）
- Canada Helps Restore Wood Bison to Alaska